# Bratříkovice
Bratříkovice là một làng thuộc huyện Opava, vùng Moravskoslezský, Cộng hòa Séc.